# 6793 Palazzolo
6793 Palazzolo eller 1991 YE är en asteroid i huvudbältet som upptäcktes den 30 december 1991 av Bassano Bresciano-observatoriet i Bassano Bresciano. Den är uppkallad efter den italienska staden Palazzolo sull'Oglio.
Asteroiden har en diameter på ungefär 10 kilometer och den tillhör asteroidgruppen Leonidas.